# Trang phục Việt Nam
Trang phục truyền thống Việt Nam bao gồm các loại y phục của người Việt và y phục cung đình.
Một số quan điểm khác tổng quát các dân tộc đã sống trên lãnh thổ Việt Nam ngày nay từ lâu đời, chẳng hạn như người Chăm-pa, người Khmer và các dân tộc thiểu số khác.

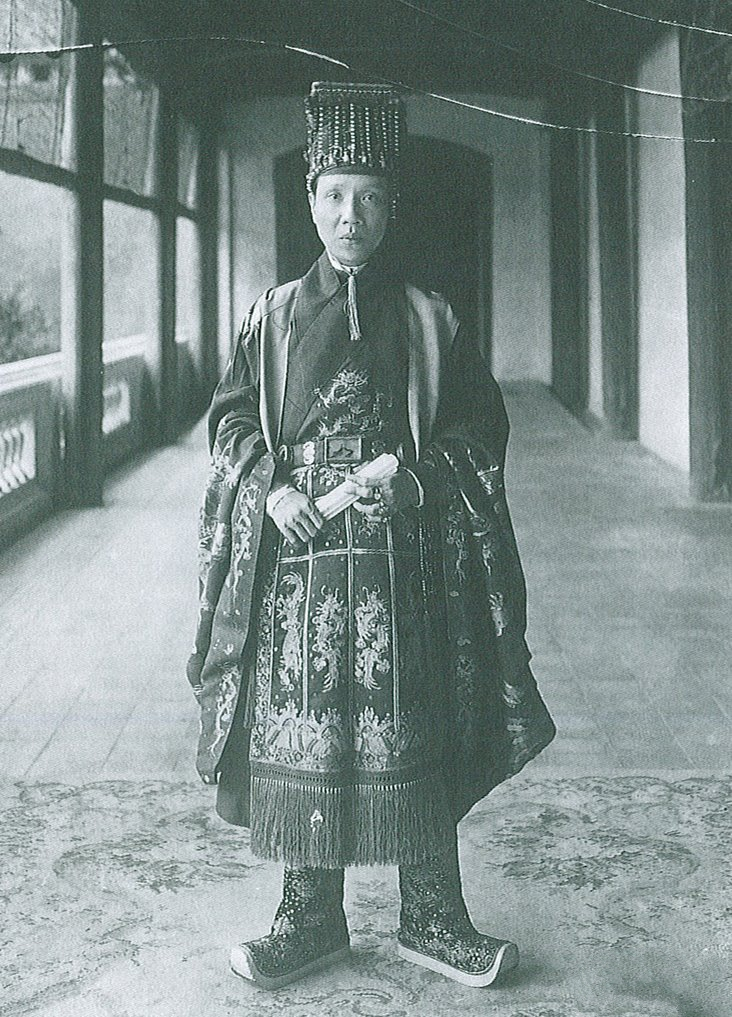
Cổn Miện (ngự phục của hoàng đế)

## Lịch sử

### Trang phục trước thế kỷ XI
Trước thời Bắc thuộc, có sách ghi người Việt mặc áo cài bên trái,. Kể từ thời tự chủ thế kỷ thứ 10 trở đi thì áo người Việt đại thể có ba loại căn cứ theo cách cắt cổ áo:
1. Áo giao lĩnh - tràng bạt: phía trước cổ là vạt bên trái buộc chéo sang nách áo bên phải. Áo Giao Lĩnh xuất hiện rất sớm ở Việt Nam, có lẽ vào khoảng thời kì Bắc thuộc lần thứ nhất trong thời Đông Hán, sau khi Mã Viện đánh bại khởi nghĩa Hai Bà Trưng. Sách An Nam chí lược của Lê Tắc đời Trần có chép về chi tiết nhỏ này trong ghi chép Uy Vũ miếu, chuyện của hai vị Phục Ba ở Lĩnh Nam (tức chỉ Việt Nam), ghi rằng: "Nhà Hán có hai ông Phục Ba đối với dân Lĩnh Nam đều có công đức. Ông Phục Ba trước là Bì Li Lộ Hầu, ông Phục Ba sau là Tân Tức Mã Hầu [...] nếu không phải Tân Tức (hầu) chịu khó đánh dẹp thì dân chín quận vẫn khoác áo bên trái đến bây giờ". Trải qua nhiều thế kỉ biến động, đến tận thời kì nhà Nguyễn, loại áo Giao Lĩnh vẫn tồn tại với vị trí độc tôn với vai trò là dạng thức của các áo lễ phục cao quý, dù áo Ngũ Thân cổ đứng đang chiếm thế thượng phong. Có thể nói, loại áo này mới chính là "áo cổ truyền" chuẩn theo ý nghĩa đối với người Việt vậy.[3]
2. Áo trực lĩnh: áo cổ thẳng nói chung, bao gồm cả tràng vạt; bổ long
3. Áo viên lĩnh, hay bàn lĩnh: cổ áo cắt tròn ép sát vòng cổ, cài bên phải.

Đàn bà còn dùng yếm một mảnh vải vuông che phần ngực, một góc cắt lẹm đi rồi đính hai dải vải buộc vào sau gáy. Hai góc trái và phải cũng đính hai dải vải, gọi là dải yếm, dài đủ để quành ra sau lưng rồi buộc lại ở trước ngực. Khi ở nhà làm lụng, người đàn bà có khi chỉ mặc yếm. Khi ra ngoài giao tiếp mới mặc thêm áo.

Ở phía dưới bụng thì ngày xưa đàn ông đóng khố, đàn bà mặc váy. Khố là mảnh vải hẹp mà dài. Người mặc quấn quanh bụng vài vòng rồi chèn từ phía trước bẹn ra sau cài chặt lại. Tích Chử Đồng Tử từ thời Hùng Vương đã nhắc tới việc trang phục dùng khố. Tuy nhiên, khẳng định này vẫn còn tranh cãi.

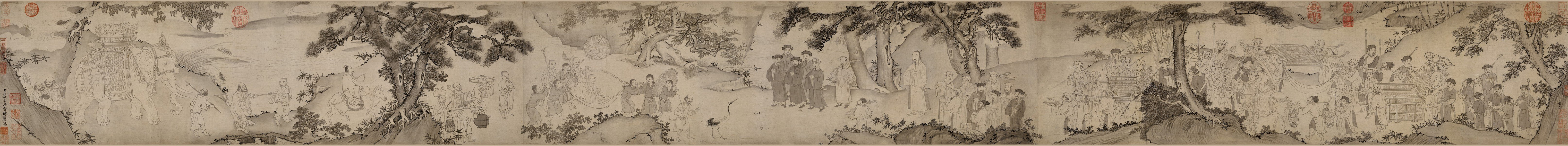
"Trúc Lâm đại sĩ xuất san đồ" (竹林大士出山圖) vua Trần Nhân Tông đắc đạo, xuất san (áo tràng vạt, tọa kiệu). Vua Trần Anh Tông (mặc bạch bào) cùng quan (đội toàn hoa quan) nghênh tiếp. Y phục là áo viên lĩnh

#### ThờiLý,Trần
Người Việt mặc loại áo dài cổ tròn (viên lĩnh) 4 vạt, gọi là áo "tứ điên"; dưới thì vận thường đen. Đàn ông đàn bà đều có thể mặc vậy. Ngoài ra, còn có các kiểu khác như: áo giao lĩnh (cổ chéo) ở trên, dưới quây thường bên 

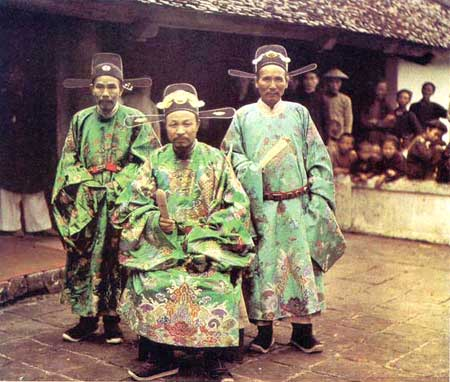
Các vị quan thời nhà Nguyễn

ngoài hay mặc váy bên trong (với nữ) hoặc mặc áo giao lĩnh hay viên lĩnh trên mặc quần hay khố (với nam). Áo may dài quá đầu gối, cài khuy với áo viên lĩnh, buộc vạt bên phải với áo giao lĩnh. Sứ giả Triệu Nhữ Thích bình rằng lối ăn mặc người Việt thời bấy giờ (1125) không khác người Tống là mấy. 
Nam đầu đội mũ đinh tự, nhìn như con ốc. Cả nam và nữ, quý tộc và thường dân đều đi đất và nhuộm răng đen.

#### ThờiLê

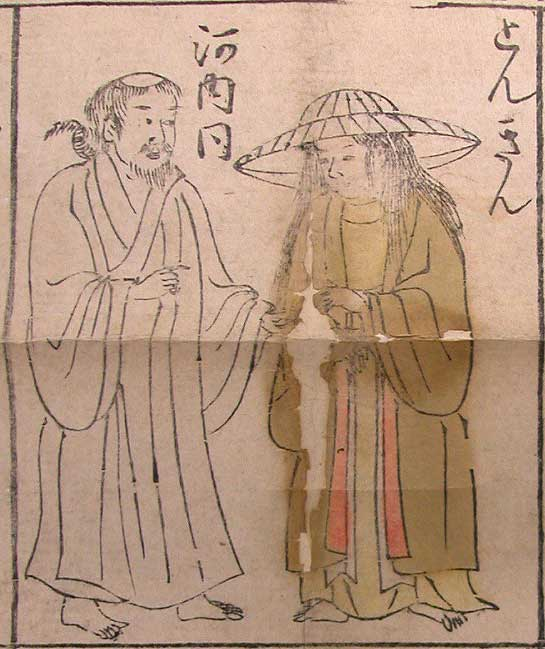
Dân thời Lê (Đàng Ngoài) - sách "Vạn quốc nhân vật chi đồ" (万国人物图会) (1645). Nữ mặc áo trực lĩnh lộ yếm, đội nón dâu, nam gọt chỏm (đang tang hoặc quân binh)

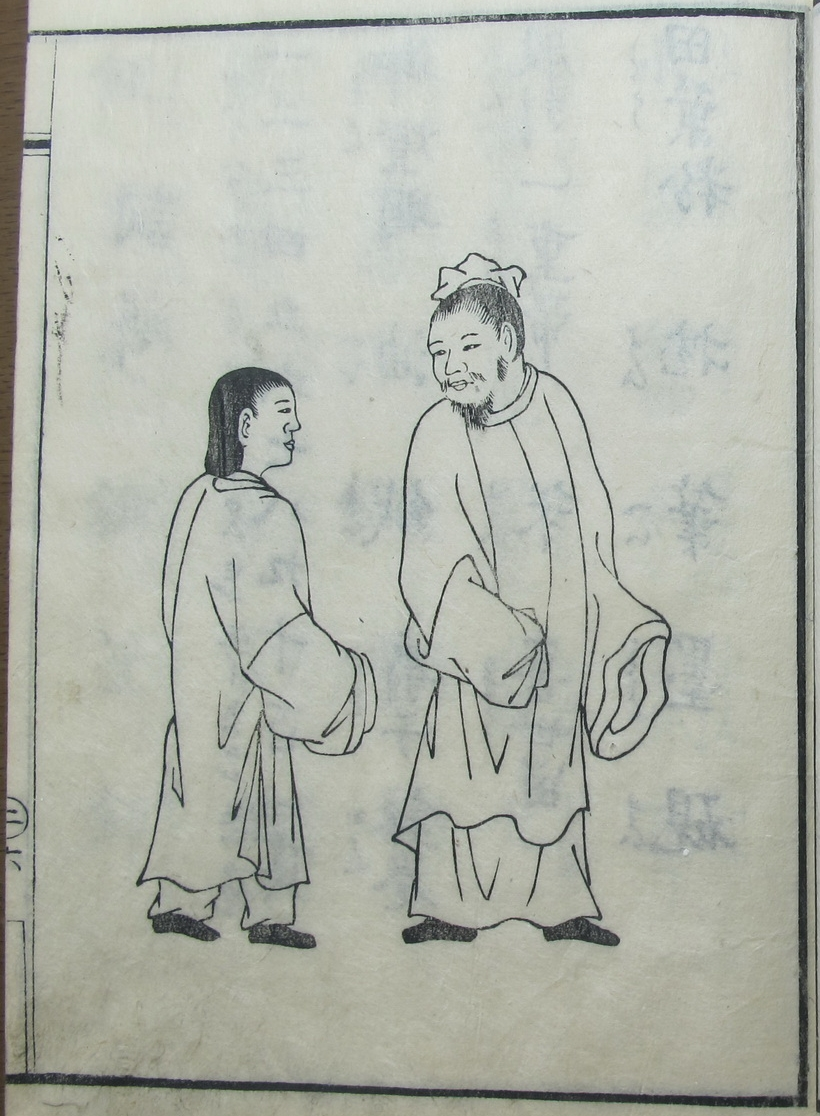
Trang phục người Đàng Trong, 1675

Áo trực lĩnh phổ biến, dùng làm thường phục trong dân gian (mặc lót trong là 1 viên lĩnh đơn y hoặc yếm). Màu sắc áo cũng đã thành lệ: đàn ông thường dùng áo màu xanh, khi có việc trọng đại thì dùng màu đen, màu thẫm. Người làm ruộng thì dùng màu nâu. Bông vải là hàng chính. Chỉ người sang trọng mới dùng hàng tơ lụa. Quần thì chỉ có hai màu trắng và nâu. Họa hoằn những người giàu có hay già cả mới dùng quần màu đỏ.
Căn cứ theo minh họa trong sách Vạn quốc nhân vật chi đồ (1645) của Nhật Bản thì vẽ người đàn bà đội nón dâu (rộng), tóc dài, mặc váy ở dưới, phía trên mặc áo trực lĩnh, mặc yếm trong. Đàn ông thì búi tóc, mặc một loại rông cài bên phải.
Thời Trịnh Nguyễn phân tranh thế kỷ 18, chúa Nguyễn Võ Vương ở Đàng Trong có sắc quy định y phục trong Nam, nhất là lối ăn mặc của phụ nữ, bỏ váy mà mặc quần, còn áo thì cài khuy, bỏ lối thắt vạt. Đàng Ngoài thuộc chúa Trịnh thì vẫn giữ áo tứ thân buộc vạt. Có nhiều nhà nghiên cứu cho rằng là "Áo tứ thân" có thể đã ra đời từ thế kỷ 12. Áo tứ thân hình dạng tương đồng với áo Bối Tử thời Tống.

##### Hoàng Bào
Trong tác phẩm Lịch triều hiến chương loại chí, Phan Huy Chú ghi nhận: "Từ thời Lê Trung Hưng về sau, các lễ lớn như vua lên ngôi, tiến tôn và ban chiếu, đều đội mũ Xung Thiên, mặc Hoàng Bào,..." .

Áo thời Lê không được ghi chép rõ về hoa văn, hiện vật duy nhất của Hoàng Bào thời Lê là từ áo bồi táng của vua Lê Dụ Tông thời Lê Trung Hưng, nhưng hoa văn rồng trên áo này đã theo kiểu "long vân đại hội", một dạng hoa văn rất phổ biến thời Minh mạt. Lúc này, đồ án rồng rất to trước ngực và sau lưng, ở trên vai là hình đồ án rồng tương tự nhưng kích thước nhỏ hơn, khắp xung quanh áo là hình mây cùng ngọn lửa. Có thể thấy, cục diện hoa văn này đã xa thời Minh sơ mà rất gần với thời Minh mạt, cho nên hoa văn cách thức của áo Bào Lê Dụ Tông chỉ biểu thị một giai đoạn Lê Trung Hưng, còn thời Lê Sơ có lẽ vẫn theo kiểu hình Đoàn Long.

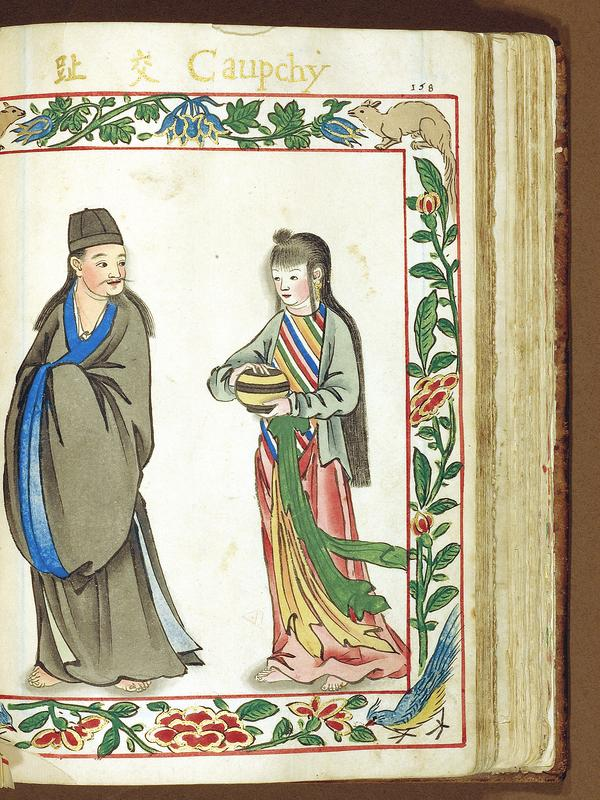
Dân Đàng Ngoài, Caupchy (Chữ Hán 交趾 Giao Chỉ) (Boxer Codex) (1595) nữ cầm tráp trầu cau (tiện phục khi làm việc trong nhà), nam đội bình đính cân thắt nhuyễn (sĩ phu hay tiện phục thượng lưu)

#### ThờiNguyễn
Thời Nguyễn thì nam giới cả hai miền Nam Bắc đã quen mặc áo ngũ thân (áo lập lĩnh may bằng năm khổ vải), thân áo dài quá đầu gối, tay áo hẹp. Đàn bà từ Hoành Sơn vào Nam cũng mặc áo ngũ thân nhưng khác áo đàn ông chút ít với thân áo may dài hơn; gấu áo dài quá bắp chân, dưới hạ y mặc quần. Đàn bà từ Hà Tĩnh trở ra vẫn mặc áo tứ thân (giản lược về màu sắc) và mặc váy.
Lễ phục thì vẫn còn dùng áo giao lĩnh, nhưng khoác ra bên ngoài cùng khi hành lễ, gọi là áo thụng hay bổ phục
Áo Nhật bình (xẻ trước ngực) với tay áo rộng là lễ phục khoác ra ngoài của nữ giới quyền quý trong chốn cung đình. Các thiếu nữ trong gia đinh quý tộc khi xuất giá cũng được mặc áo nhật bình nhưng các hoa văn giản lược hơn.

Áo viên lĩnh được sử dụng làm triều phục các quan từ Lục phẩm trở lên.

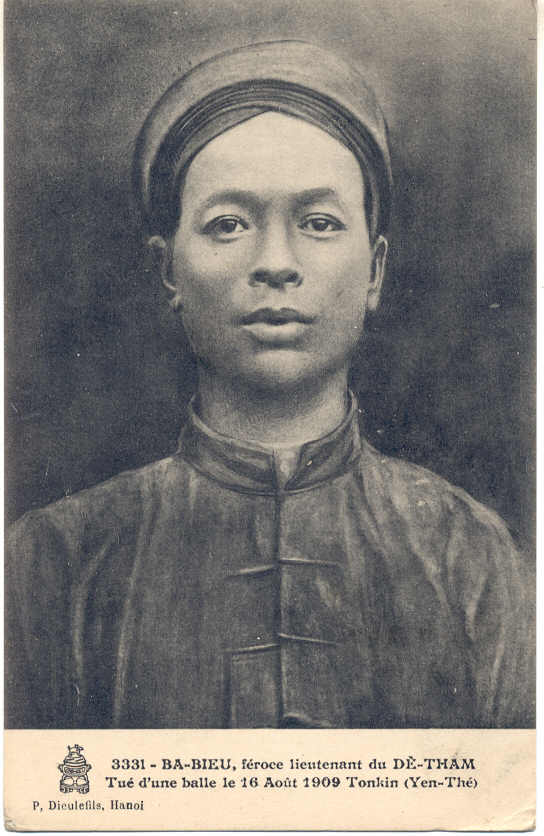
Ba Biêu, nghĩa quân của Đề Thám đầu đội khăn xếp chữ nhân bảy nếp

##### Thế kỷ 19 tiện phục
- Người Nam Bộ dùng gấu áo ngắn (che đũng quần), xẻ hai bên hông, gọi là áo bà ba. Ra ngoài mặc áo ngũ thân.
- Đàn bà Bắc Bộ mặc váy, buộc nhuyễn (thắt lưng) và ruột tượng. Ở nhà có khi chỉ mặc yếm. Ra ngoài mặc áo tứ thân hay áo ngũ thân

Về màu sắc thì người dân quê làm ruộng, quần áo hay nhuộm màu nâu hay đen, chỉ những khi nhàn nhã mới mặc màu bạch hay màu tươi như yếm màu hồng, màu đào. Đàn ông mặc quần lá tọa. Quần này may sâu đũng để có thể kéo cạp quần lên cao hay xuống thấp để cho ống quần dài hay ngắn tùy ý; cạp quần buông loà xòa, buộc bằng thắt lưng ở bụng.

### Khăn, tóc (cân, mạo, phát)

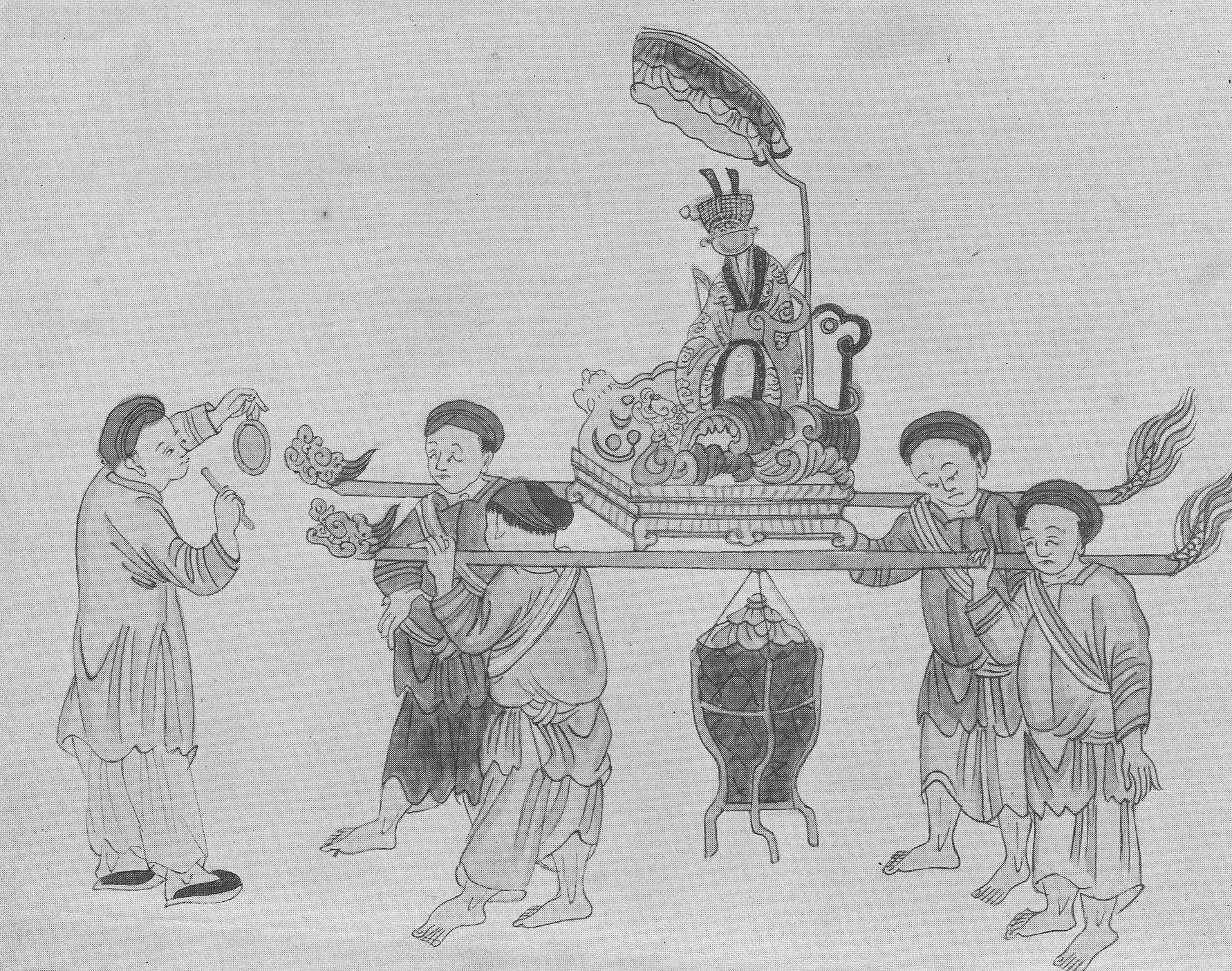
Bức họa đám rước thánh ở Bắc Kỳ, thế kỷ 19, cho thấy lối trang phục đàn ông: thân mặc áo ngũ thân, dưới bụng mặc quần, đầu đội khăn xếp

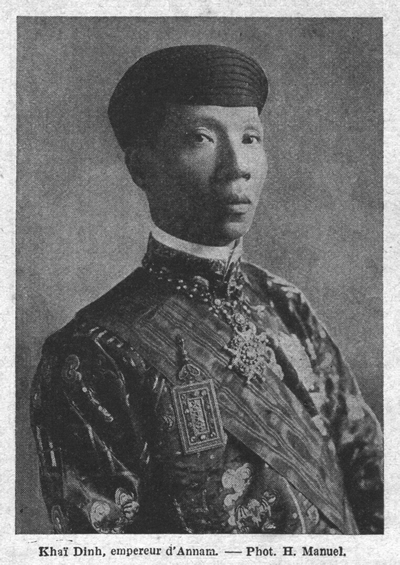
Vua Hoằng Tông nhà Nguyễn, đầu đội khăn lượt chữ nhất, 7 nếp

•Thời Lý, Trần thì tóc ngắn, đầu trần. Đàn bà để tóc dài hơn đàn ông độ 1 tấc .Đàn ông dùng khăn quấn đỉnh đầu kín, không lộ tóc
•Thời Lê: khi đối diện người có địa vị cao hơn thì để tóc dài chuốt sáp gọn ra sau lưng.Mọi người chỉ búi tóc chuy kế khi làm điền, làm việc nặng, hoặc đi sứ
Thúc phát của nữ giới xuất giá sẽ 2 kết (tạo hình như tai thỏ) để cài trâm lên ước phát (1 mảnh vải hoặc búi tóc có trang sức ngọc hoặc kim loại), buộc phần dưới của hợp phát rồi để thả 2 đầu ách ti (扼臂) (lụa buộc kết) xuống. Cùng với châu xuyến và san hô (đã tạo thành hình giống đinh ba) thả 2 đầu song song ách ti
Thúc phát của Bé gái (chưa cập kê) tạo kiểu nha đầu (dài dọc bên tai)để thả 1 phần tóc sau gáy.Khi được tuyển vào cung đình vẫn để nha đầu.Gia nhân kết 1 búi to phía trước (gần như tranh Boxer Codex). Thị nữ cung đình sau tập sự búi hình thỏ. Nữ quan, quý tộc búi ước phát cài trâm
Phụ nữ, đàn ông tùy địa vị (đinh tự cân, bao đính cân, trúc quan), tuổi tác (bức cân, bát tiên cân)sẽ dùng khăn phù hợp theo điển lệ. Quân đội triều đình trước khi đội các loại lạp thì phải đeo trách (mao kê cân) coi như tiện phục
•Thời Nguyễn: bé gái kết nha đầu, bé trai đeo khăn ngũ sắc trùm kín tai.
Đàn bà phía nam sông Gianh kết tóc cài trâm, phụ nữ có chồng khi ra ngoài trùm thêm khăn trắng. Hôn lễ thì kết kim ước phát. Đàn ông thường búi tóc, búi tó to được cho là đẹp. Khăn là một mảnh vải gồm 12, 13 vuông vải bằng nhiễu hay lượt khâu lại thật dài dùng quấn quanh đầu, giữ búi tóc cho chặt. Người đội khăn quấn năm hay bảy vòng. Số năm tượng trưng cho ngũ thường và số bảy là bảy vía của người đàn ông. Thế kỷ 20 ta chế khăn đóng sẵn, gọi là khăn đóng hay khăn xếp
Khăn đàn ông thì chỗ chân tóc trên trán có thể xếp thành dạng chữ "nhất" (Hán Tự: 一) hay chữ "nhân" (人) với nếp trái đè lên nếp phải tạo bằng hai vòng quấn đầu tiên.
Đàn bà Bắc Bộ cuộn tóc vào trong khăn rồi quấn thành một vòng quanh đầu. Hình dáng búi tó thông tục gọi là "búi tó củ hành" hay "búi tó củ kiệu". Phụ nữ có chồng khi ra ngoài trùm thêm khăn đen mỏ quạ.
Người Việt còn dùng nhiều loại nón như nón ba tầm, nón ngựa, nón cụ

### Hài, lí (giầy, dép, guốc)
Sách Giao Châu ký của Trung Hoa thì kể rằng Bà Triệu (thế kỷ thứ 3) chân đi guốc bằng ngà voi.
Người nông thôn thường đi chân đất. Khi có việc thì mới xỏ guốc bằng gỗ hay gộc tre, buộc quai dọc tết bằng dây mây, sau mới dùng quai ngang bằng da. Guốc phụ nữ đẽo thon hơn, sơn đen có hoa văn.Guốc đàn ông to bản, tục gọi là guốc xuồng. Gỗ thường để mộc nguyên màu không sơn phết nên gọi là guốc mộc
Ở thành thị đàn ông lẫn đàn bà còn dùng lí (履) (dép đơn giản nhất chỉ là một lớp da trâu, có khi đan bằng sơ dừa hay bằng cói, không có đế).Người xỏ ngón chân vào lỗ khuyết ở đằng mũi. Ở mu bàn chân có thêm một quai thẳng ngang như chữ "nhất" nên gọi là dép một.
Sang hơn thì đàn bà đi lí đóng bằng bốn năm lớp da trâu. Đầu mũi lí vót nhọn và dùng đanh tre uốn cao vồng lên che hẳn đầu ngón chân, xỏ ngón chân thứ hai vào vòng bằng da ở đằng mũi.Vì loại lí này nặng nên không thể đi nhanh
•Thời Lê: ca nương, hoa nương, tân nương, quý tộc dùng tích (潟) (loại hài vếch lên có hoa văn) khi lễ
•Thời Nguyễn, Tân nương (Bắc bộ) xỏ guốc cong có 2 đế cao vếch lên (tựa như tích).Phía nam sông Gianh, tân nương xỏ hài (鞋) đầu nhọn

Nữ quý tộc xỏ hài vếch nhọn, cung nhân xỏ guốc sơn son thếp vàng khi Công phục. Nữ quý tộc xỏ hài đế cao (thon hơn của nam) khi tiện phục.

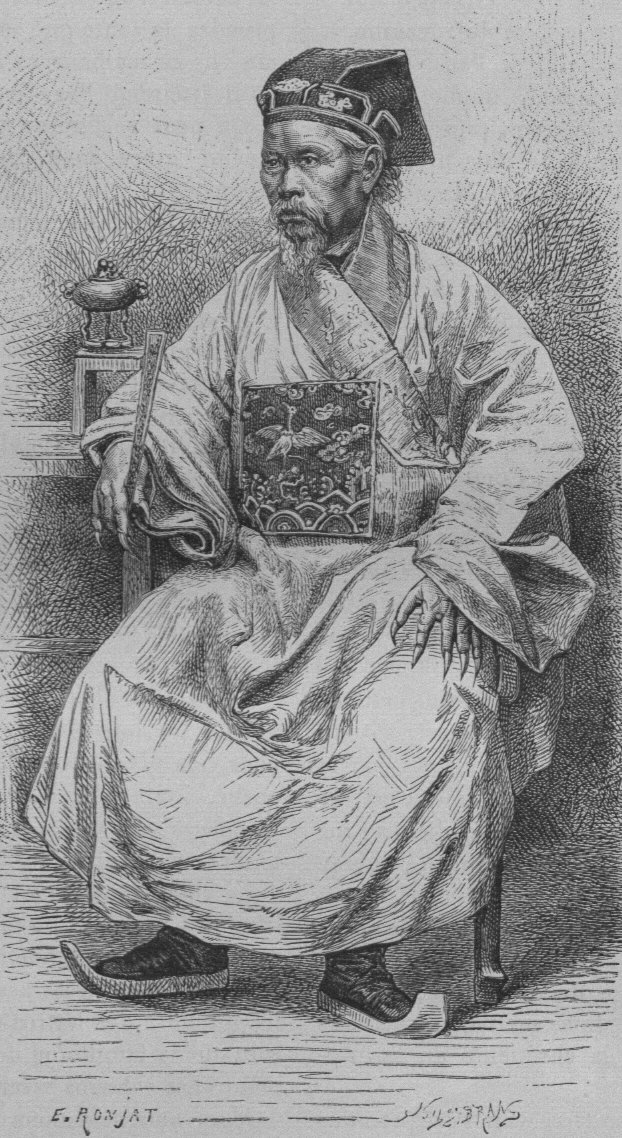
Trang phục của quan địa phương. Giao lĩnh đính bổ tử (補子) ở ngực, đội Đông Pha cân東坡巾

Đàn ông xỏ hài Gia Định. Một đặc danh nữa là dép da Chi Long, gót cao 2–3 cm, mũi ôm lấy mu bàn chân và chạy bọc quành ra đến gót, dép sơn đen hoặc đỏ, mặc khi công phục. Hài mõm ếch khi tiện phục

### Lễ phục

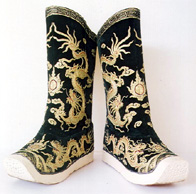
Đôi hia thêu, một phần trong bộ triều phục của Hoàng đế

Tế lễ Thời Nguyễn, dân gian dùng áo thụng, đội phong cân.
Tang lễ dùng vải sô trắng, nam thắt khăn trắng chống trượng đi đầu. Nữ chùm mền trắng hình dạng theo tang chế.
Lễ phục cung đình có quy chế nghiêm ngặt.
Văn quan dùng bì ngoa mũi tròn, võ quan dùng bì ngoa mũi nhọn
Nữ nhân hoàng tộc dùng phụng tích khi lễ phục

## Thế kỷ 21
Áo dài được cách tân dựa theo áo lập lĩnh (ngũ thân) tay chẽn. Thập niên 1930 họa sĩ Cát Tường trong nhóm Tự lực Văn đoàn đã cách tân áo dài tân thời theo hướng tây hóa.
Áo dài trắng đã trở thành trang phục cho học sinh trung học ở Việt Nam. Một số nữ nhân viên, giáo viên, hướng dẫn viên du lịch cũng mặc áo dài khi làm việc.

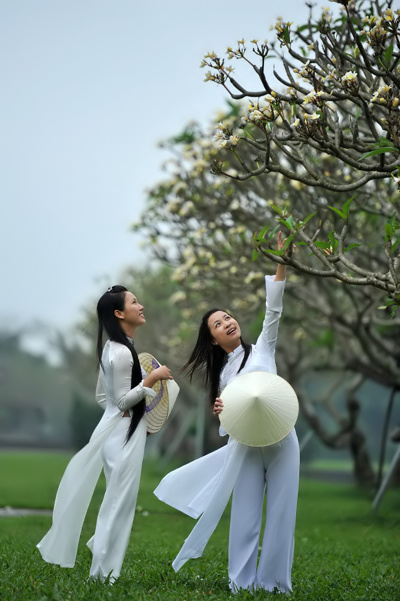
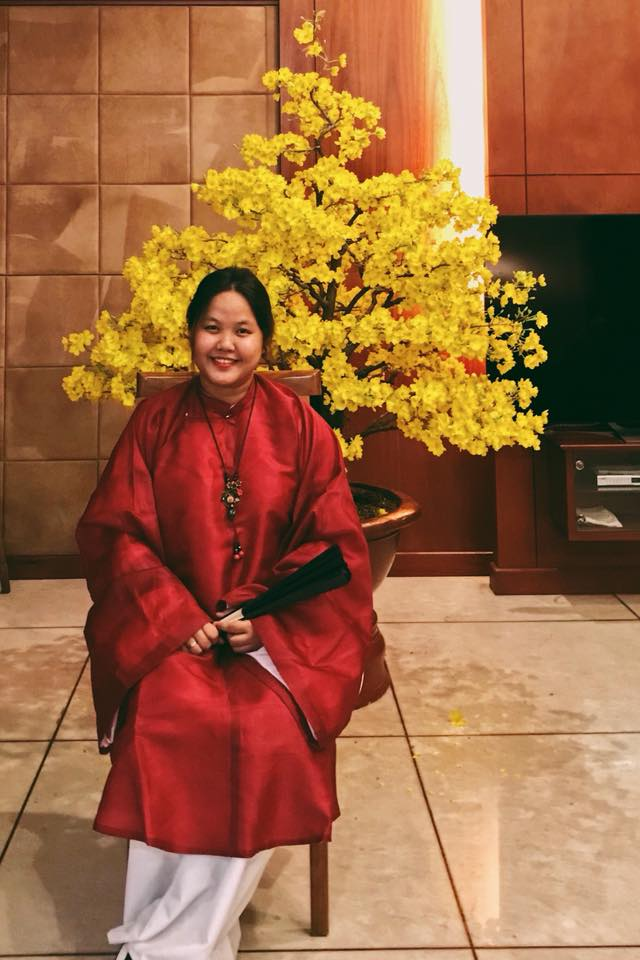
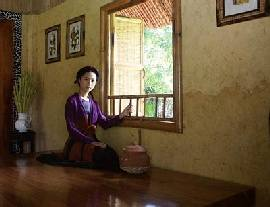
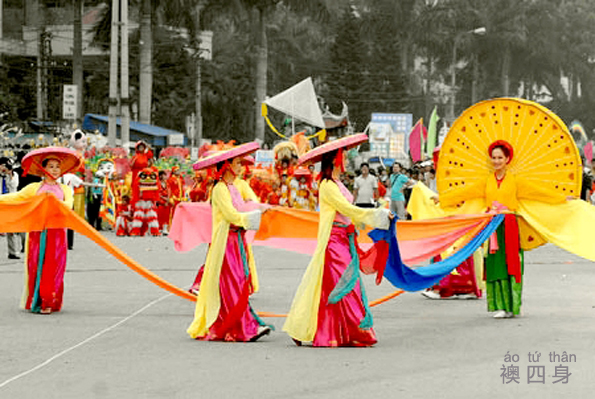
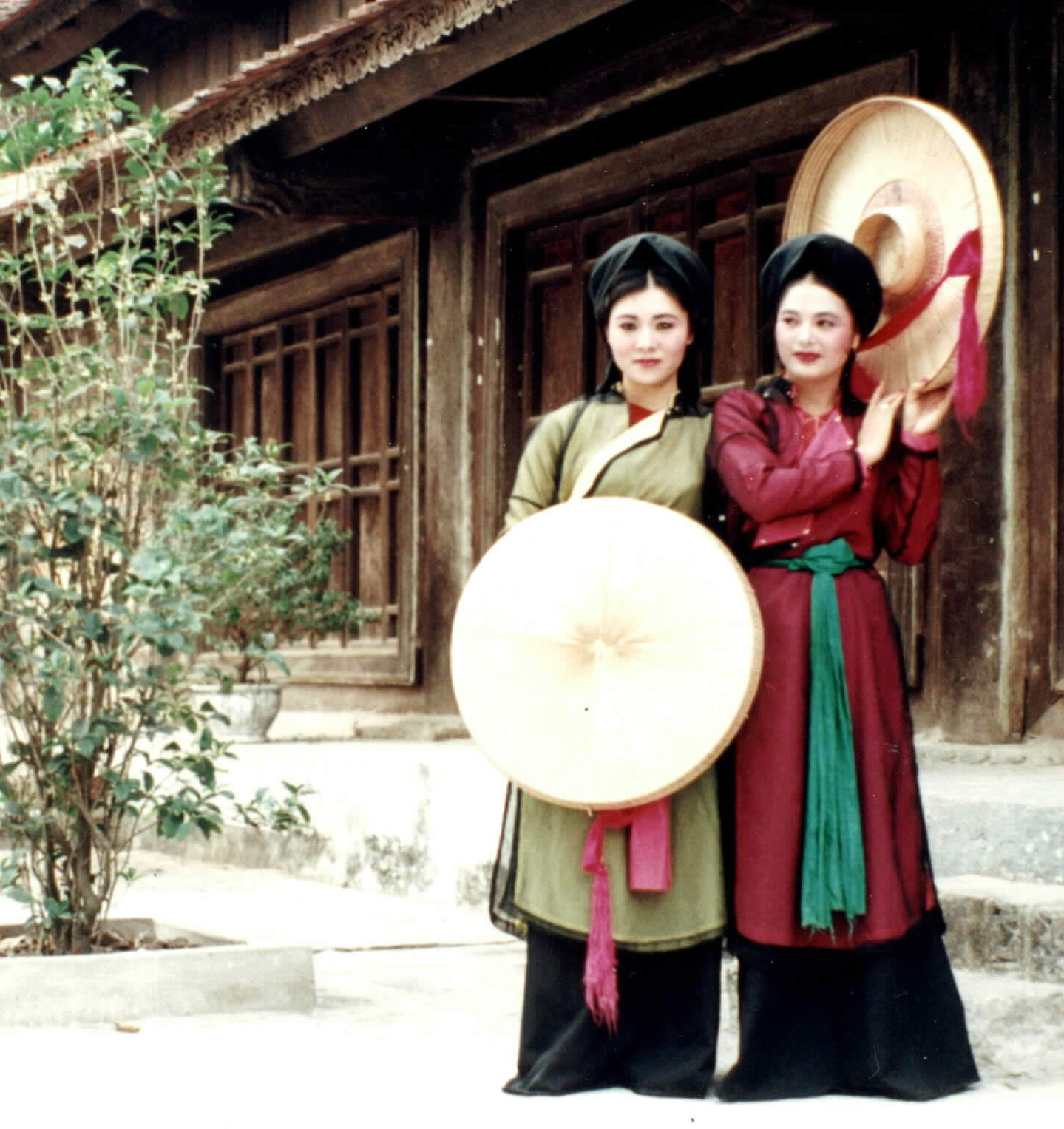
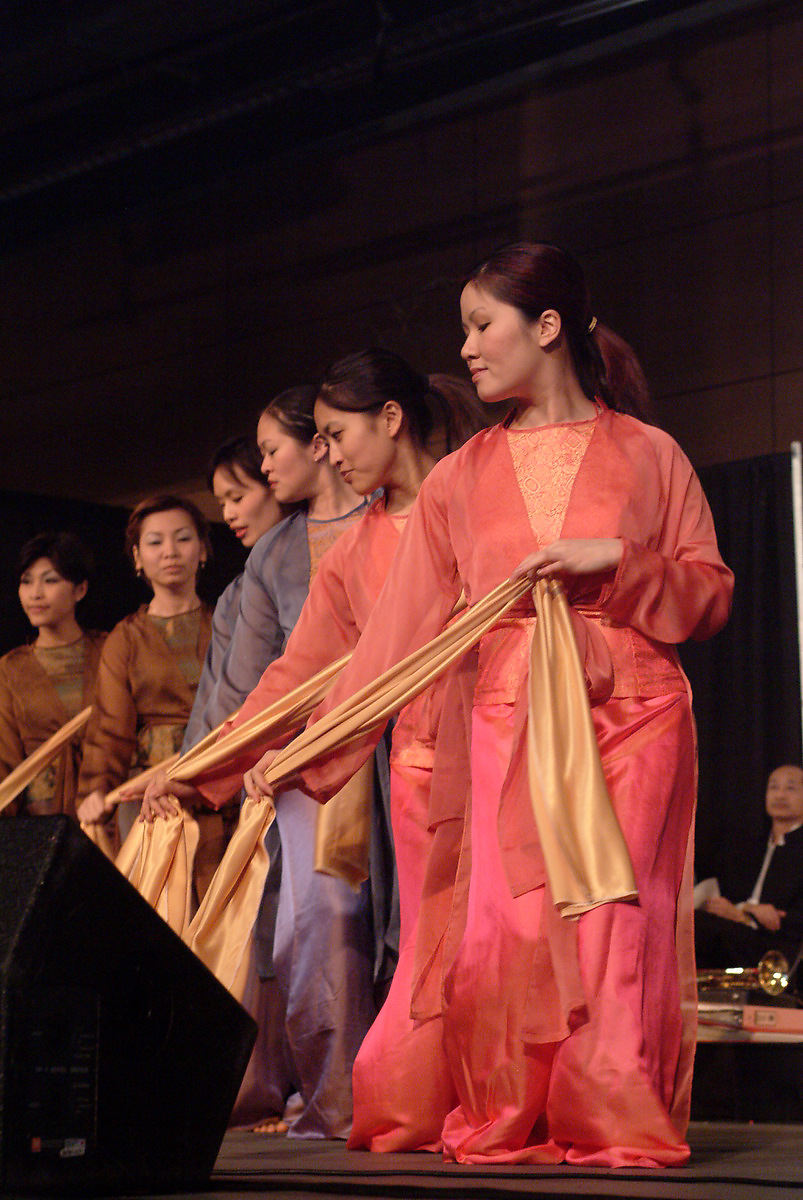